# 체링겐가
체링겐가(독일어: Zähringer)는 독일 귀족 가문 중 하나이다. 현재의 슈바벤 지방, 바덴-뷔르템베르크주와 스위스를 다스리고 있었다. 11세기에 슈바벤계와 바덴계로 나뉘어 슈바벤계는 중세로 단절되어 바덴계가 계승했다. 가문의 이름은 프라이부르크 임 브라이스가우의 체링겐성을 따서 명명되었다.

## 역사
가조는 962년에 브라이스가우 백작으로 등장한 베르톨트 1세 (982년 사망)로 조상은 알레만니족의 유력 귀족으로 알려져 있다. 헬만 6세 등 오스트리아 공이 된 인물도 나왔지만, 오스트리아 공국의 영유권을 3대에서 상실했다.
베르톨트 1세의 증손자인 베르톨트 2세는 신성 로마 황제 하인리히 3세로부터 슈바벤의 수봉을 약속받았다. 그러나 하인리히 3세가 죽자 미망인 아그네스는 약속을 어기고 루돌프 폰 라인펠덴을 슈바벤 대공에 봉쇄했다. 베르톨트 1세에게는 대신 케른텐 공국과 베로나가 주어졌지만, 이름뿐인 수봉에 반발한 차남 베르톨트 2세는 하인리히 4세와 교황 그레고리우스 7세가 서임권 투쟁으로 싸우자 교황파로서 대립왕이 된 루돌프와 함께 하인리히 4세와 싸웠다. 또한 장남 헤르만 1세는 1074년 (1073년도)에 베로나 변경백으로 임명되었지만, 같은 해에 급사했고, 아들 헤르만 2세가 바덴을 상속받아, 후손은 바덴 변경백으로 이어졌다.
베르톨트 2세는 루돌프가 1080년 사망한 후에도 그 아들이자 처남인 베르톨트 폰 라인펠덴과 함께 호엔슈타우펜가 출신으로 하인리히 4세의 사위인 프리드리히 1세와 대공위를 둘러싸고 다투다 1090년에 처남이 죽어 라인펠덴가가 단절하자 유령을 계승해 슈바벤 대공을 칭했다. 그는 1098년에 마인츠 강화를 위한 쟁탈전을 계속했다. 강화의 결과, 프리드리히 1세가 슈바벤 대공이 되었고, 베르톨트 2세는 대신 체링겐 공작으로서 대공위를 유지할 수 있었고, 브라이스가우 주변의 세력을 유지했다.
1127년, 베르톨트의 차남 콘라트 1세는 조카에 해당하는 부르고뉴 백작 3세가 암살되자 계승권을 주장했다. 르노 3세와 싸워 부르고뉴 동부를 획득하고, 신성 로마 제국의 황제 로타르 3세로부터 부르군트 총독직(황제대리직)을 부여받았다. 그는 부르군트 왕국의 옛 땅인 스위스로 영지를 확대했다. 이 조치는 로타르 3세의 대 슈타우펜가 정책의 일환으로 보인다. 슈바벤계는 스위스의 발전에 힘입어 프리부르, 베른 등의 도시를 구축하고, 취리히의 정비도 실행했다. 그러나, 1218년에 콘라트 1세의 손자인 베르톨트 5세가 자식을 보지 못하고 사망하자, 슈바벤계는 단절되었다. 인척 관계가 있던 키부르크가가 남겨진 영지를 계승하였고, 다시 키부르크가와 인척 관계에 있었던 합스부르크가로 넘어가서 이 가문이 부흥하는 기초가 되었다. 콘라트 1세의 아들 중 한 명인 아달베르트 1세는 테크공을 칭했지만, 이 가계도 1439년에 단절되었고, 영토는 뷔르템베르크가에 매각되었다.
바덴계는 1112년에 헤르만 2세가 바덴 변경백이 된 이후, 신성로마제국의 영방으로서 존속, 분할 상속으로 몇 번이나 분열과 합방을 반복했다. 1771년에 바덴-두라하 변경백 카를 프리드리히가 소령을 통일하고 바덴 변경백이 되었고, 1803년에 선제후로 승격했다. 1806년에 신성 로마 제국이 해체되면서 대공이 되어, 바덴 대공국으로 개칭했다. 이후 바덴 대공국은 독일 연방에 가맹을 거쳐 1871년 독일 제국의 구성국이 되어 1918년 독일 11월 혁명까지 존속했다.

## 역대 체링겐 공
괄호 안은 재위년.
- 베르톨트 2세 (1100-1111)
- 베르톨트 3세 (1111년~1122년)
- 콘라트 1세 (1122년 - 1152년)
- 베르톨트 4세 (1152년 - 1186년)
- 베르톨트 5세 (1186-1218)

## 같이 보기
- 스위스의 역사